# Doi în unu
Doi în unu  este un single al cântăreței  Delia lansat pe 17 februarie 2013 fiind o colaborare cu Mihai Bendeac. Piesa s-a bucurat de mare succes în România, în Romanian Top 100 stând timp de 5 săptămâni, varianta audio strângând peste 3.000.000 vizualizări pe YouTube într-o lună, iar în prezent având peste 9.000.000.

## Videoclip
Filmările videoclipului au avut loc în regia lui Valentin-Narcis Sturzu și a echipei CevaDeVis. Acesta a fost lansat pe 31 martie 2013 pe site-ul YouTube împreună cu două variante de final al poveștii prezentate și a strâns peste 1.000.000 de vizualizări.

## Lansările
| Țara    | Data              | Format           | Casă discuri |
| ------- | ----------------- | ---------------- | ------------ |
| România | 22 februarie 2013 | Digital Download | Cat Music    |